# Irene Ekelund

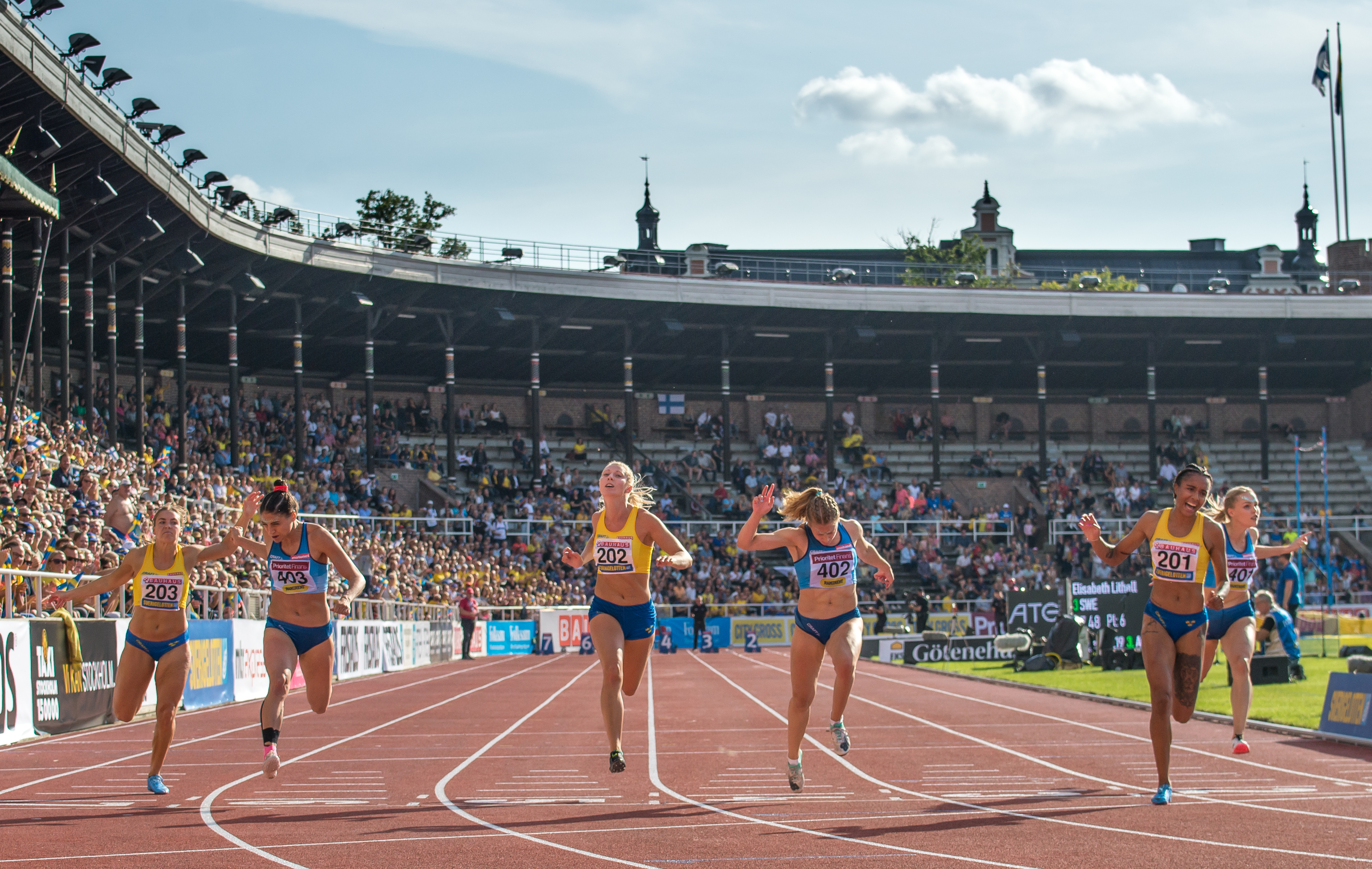
Irene Ekelund vinner 100 meter på tiden 11.44 under Finnkampen på Stockholms stadion den 24 augusti 2019.

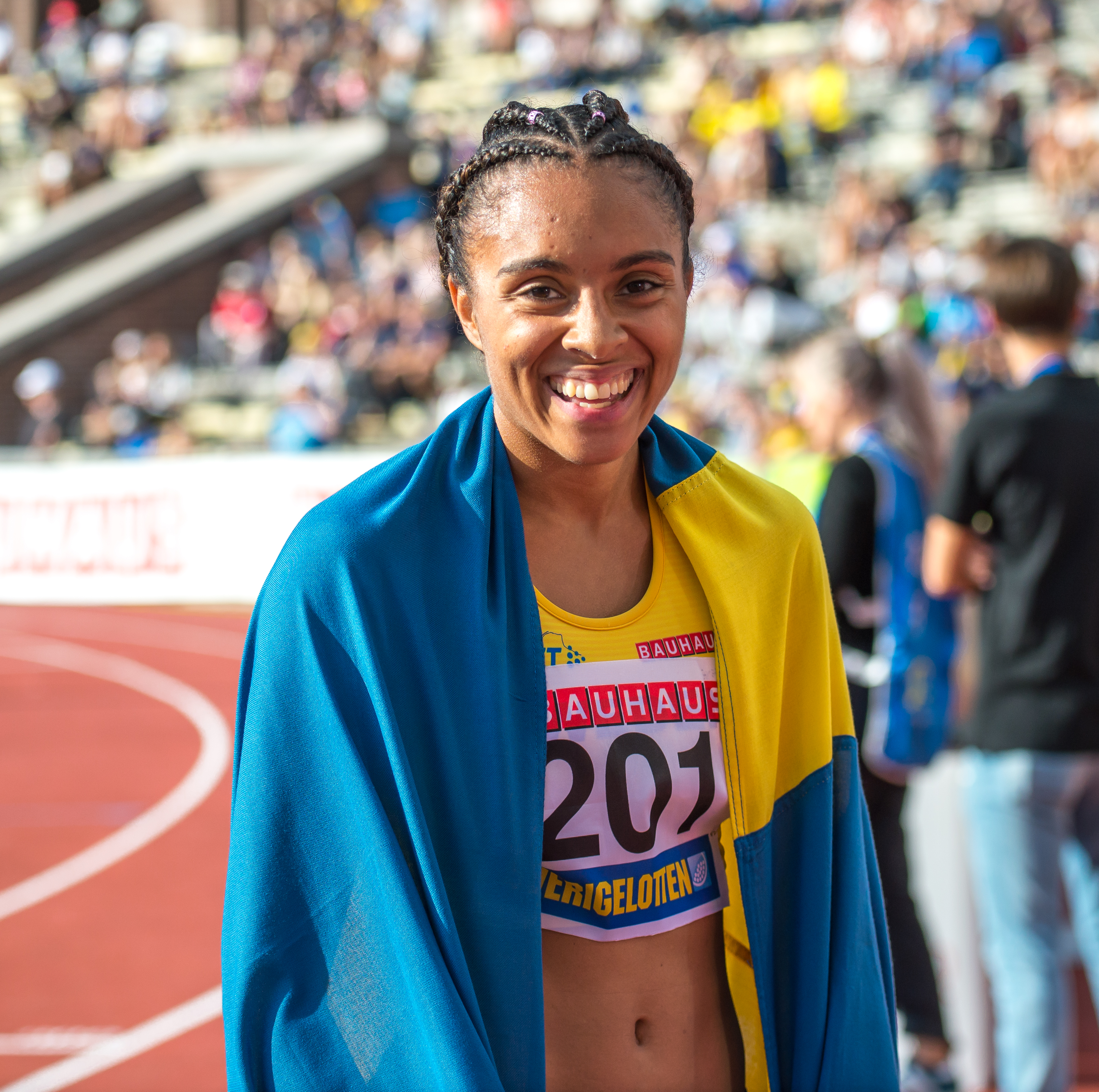
Irene Ekelund efter segern i Finnkampen 2019.

Irene Michelle Ekelund (Irene uttalas /ajrini/) , född 8 mars 1997 i Pakistan, är en svensk friidrottare. Hon tävlar i första hand i kortdistanslöpning på svensk nationell elitnivå. Hon tävlade fram till och med 2013 för Kils AIK men bytte sedan till MAI men tävlar från och med 2017 för Spårvägens FK. Hon är bosatt i Stockholm.
Ekelunds mor Suzana kommer från Angola; fadern Krister är svensk och har FN-uppdrag. Hon har fem syskon.

## Karriär
Vid inomhus-SM 2013 i Stadium Arena i Norrköping debuterade Ekelund i mästerskapssammanhang på seniornivå med att vinna både 60 meter och 200 meter, den senare distansen på det nya svenska inomhusrekordet 23,15. Tiden var även ett ungdomsvärldsrekord. Sin landslagsdebut hade hon gjort ett par veckor tidigare då hon sprang in på en andraplats på 200 meter för Sverige i Nordenkampen i Växjö.
Ekelunds personbästa på 100 meter är 11,35 sekunder från en tävling i Kil den 8 juni 2013. Den tiden är anno 2021 fjärde bästa tid i Sverige.
Vid XL-galan 2013 i Globen den 21 februari satte Ekelund nytt svenskt rekord för juniorer och europarekord för sin ålder på 60 meter med 7,32. Tidigare rekordet hade Linda Haglund. Vid ungdoms-VM 2013 i Donetsk i Ukraina noterade hon i finalen mästerskapsrekord på 200 meter med 22,92 sekunder, trots att hon var ett år yngre än sina motståndare. Med den tiden är Ekelund Sverigetvåa genom tiderna på distansen.
Vid juniorvärldsmästerskapen 2014 tog hon silver på damernas 200-meterslopp.
EM 2014 i Zürich var Ekelunds debut i internationella seniormästerskap. På 200 meter missade hon 14 augusti final med 8 hundradelar. Ekelund deltog (tillsammans med Pernilla Nilsson, Isabelle Eurenius och Daniella Busk) i stafettlaget på 4x100 meter, som tog sig till final (efter 43,80 sekunder, näst bästa svenska tid någonsin) och där blev sexa.
2015 deltog Ekelund på 60 meter vid inomhus-EM i Prag. Hon gick vidare från försöken (tid 7,27 s) men slogs sedan ut i semifinalen (7,36 s).
Under Finnkampen på Stockholms stadion den 24 augusti 2019 chockar hon både åskådarna och tv-publiken genom att vinna på sin bästa tid på sex år, 11,44 på 100 meter.

## Personliga rekord
| Utomhus - 100 meter – 11,35 (Kil, Sverige 8 juni 2013) - 200 meter – 22,92 (Donetsk, Ukraina 14 juli 2013) - 300 meter – 38,26 (Göteborg, Sverige 8 juli 2012) - Längd – 5,66 (Sätra, Sverige 14 augusti 2019) | Inomhus - 60 meter – 7,26 (Sätra, Sverige 21 februari 2015) - 200 meter – 23,15 (Norrköping, Sverige 17 februari 2013) - Längd – 5,83 (Uppsala, Sverige 5 januari 2019) |